# John Marshall Harlan

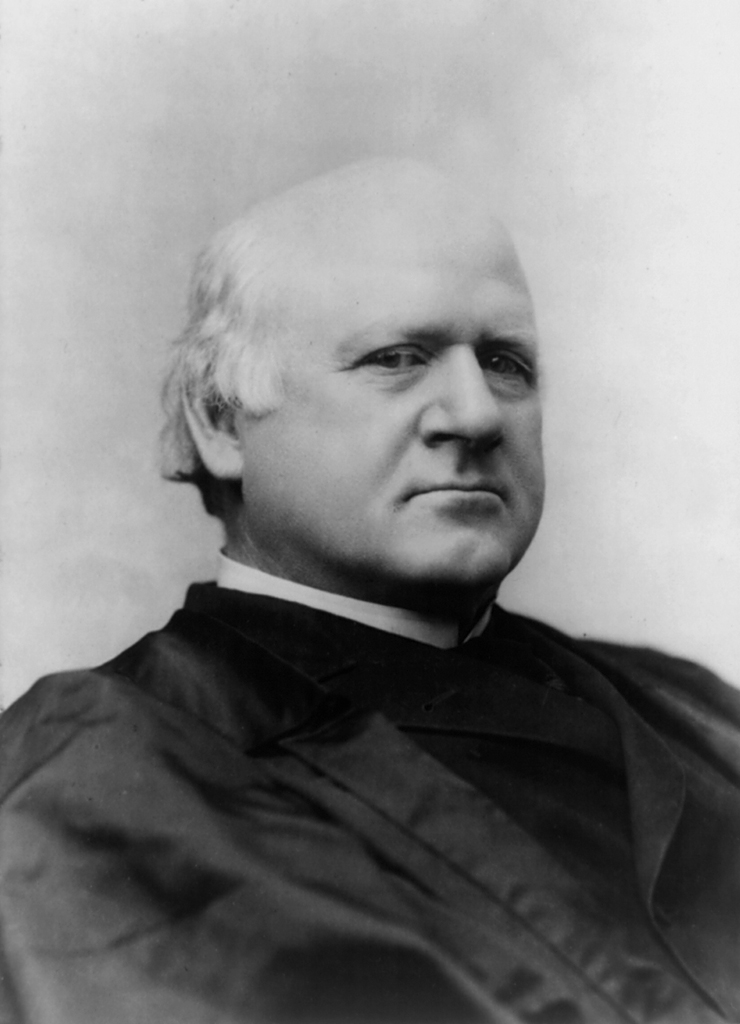
John Marshall Harlan um 1890

John Marshall Harlan (* 1. Juni 1833 im Boyle County, Kentucky; † 14. Oktober 1911 in Washington, D.C.) war ein amerikanischer Jurist und von 1877 bis zu seinem Tod Richter am Obersten Gerichtshof der Vereinigten Staaten. Er wurde in Nachfolge von David Davis zum 44. Richter in der Geschichte des Gerichts berufen und war einer der ersten Verfassungsrichter in den USA, der einen Universitätsabschluss in Rechtswissenschaft erlangt hatte. Seine juristische Bildung beruhte also im Gegensatz zu seinen meisten Vorgängern und Kollegen nicht, wie damals üblich, auf einem bloßen Lehrverhältnis in einer Anwaltskanzlei.
Bekannt wurde er vor allem durch die kontroverse Entscheidung des Gerichtshofs im Mai 1896 im Fall Plessy v. Ferguson, mit welcher der Oberste Gerichtshof die Gesetzgebung zur Rassentrennung in den Südstaaten für verfassungsgemäß erklärte. Harlan, selbst ein ehemaliger Sklavenhalter, lehnte die 7-zu-1-Entscheidung als einziger Richter ab. In seiner Minderheitsmeinung sagte er voraus, dass das Urteil als Schande in die Geschichte des Gerichts eingehen würde. Der auf dem Urteil basierende Grundsatz „Separate but equal“, der in den folgenden Jahrzehnten die juristische und soziale Grundlage für die Rassentrennung definierte, wurde 1954 durch die Entscheidung Brown v. Board of Education aufgehoben.
Harlans Amtsdauer von 34 Jahren zählt zu den längsten in der Geschichte des Obersten Gerichtshofs. Kennzeichnend für sein Wirken als Richter war, dass er in rund einem Viertel seiner in den Urteilen abgegebenen Stellungnahmen eine andere Position als die Mehrheit seiner Kollegen vertrat. Er zählt damit zu einer Reihe von Richtern in der Geschichte des Gerichts, die auf Grund ihrer oft von der Richtermehrheit abweichenden Meinung als great dissenter („große Abweichler“) bezeichnet werden, und gilt als einer der herausragendsten Verfassungsrichter in der Geschichte der Vereinigten Staaten.

## Leben

### Familie und Ausbildung

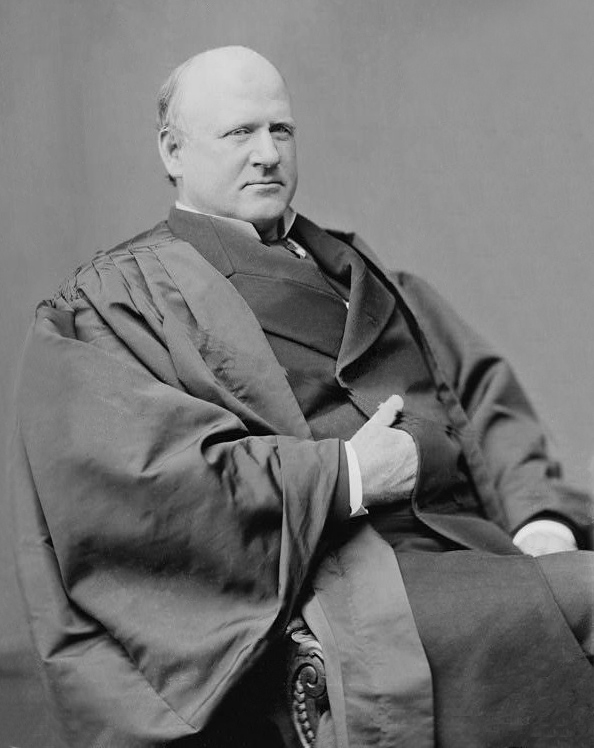
John Marshall Harlan, genaue Datierung unbekannt (zwischen 1870 und 1880)

John Marshall Harlan wurde am 1. Juni 1833 in eine Familie der sogenannten Pflanzer-Aristokratie geboren. Ihre Vorfahren waren 1687 als Quäker in Delaware angekommen. Die Harlans besaßen umfangreiche Ländereien und rund ein halbes Dutzend Sklaven für Arbeiten im Haushalt und zur Pflege der umliegenden Gartenanlagen. Eine Reihe von Familienangehörigen hatte im Laufe der Familiengeschichte einflussreiche Positionen in der Politik der Kolonien und späteren US-Staaten eingenommen. Sein Vater James Harlan war Anwalt und zwei Wahlperioden lang Abgeordneter des US-Kongresses. Später war er in Kentucky als Politiker in verschiedenen Ämtern tätig, unter anderem als Justizminister (Attorney General). Seine Mutter Eliza Shannon Davenport entstammte einer ortsansässigen Farmerfamilie. 1822 hatten seine Eltern geheiratet. Sie benannten ihr sechstes von insgesamt neun Kindern nach John Marshall, einem prominenten ehemaligen Vorsitzenden Richter am Obersten Gerichtshof.
Harlan besuchte zunächst eine Privatakademie in Frankfort, Kentucky, da es zur damaligen Zeit noch keine staatlichen Schulen in seinem Heimatstaat gab. Anschließend studierte er bis 1850 am Centre College in Danville. Nebenbei beschäftigte er sich in der Anwaltspraxis seines Vaters mit juristischer Literatur. Seinen Abschluss in Rechtswissenschaft an der Transylvania University in Lexington erwarb er 1852. Zur damaligen Zeit war eine universitäre Ausbildung keine Voraussetzung für eine Tätigkeit als Anwalt oder Richter, da die als Law Schools bezeichneten juristischen Fakultäten erst im Entstehen waren. Die Ausbildung von Juristen erfolgte vielmehr in der Regel durch ein Lehrverhältnis in der Kanzlei eines bereits praktizierenden Rechtsanwalts. Ein Jahr nach seinem Examen erwarb Harlan seine Anwaltszulassung. Von 1854 bis 1856 war er als Anwalt in der Praxis seines Vaters in Frankfort tätig. 1856 heiratete er Malvina French Shanklin, zusammen hatten sie drei Söhne und drei Töchter.

### Berufliche und politische Karriere
Wie sein Vater war er anfangs Mitglied der Whig Party. Die Ansichten der Whigs hinsichtlich einer starken Zentralregierung prägten auch seine späteren juristischen Positionen. Nach der Auflösung der Partei war er in mehreren anderen Parteien aktiv, unter anderem den Know-nothings (einer rassistischen Geheimgesellschaft, die sich vor allem den Kampf gegen weitere (nicht-protestantische) Einwanderung verschrieben hatte). Trotz dieser mehrfachen Wechsel war seine Haltung zur Sklaverei zu dieser Zeit eindeutig: Er unterstützte sie vorbehaltlos und sah eine mögliche Abschaffung als Verletzung privater Eigentumsrechte. Im Jahr 1858 wurde er im Franklin County in Kentucky zum Richter gewählt und war in diesem Amt bis 1861 tätig. 1859 kandidierte er für einen Sitz im Repräsentantenhaus der Vereinigten Staaten, verlor die Wahl jedoch knapp. Zwei Jahre später zog er nach Louisville und gründete dort mit einem Partner eine Anwaltspraxis.

Zeitgenössisches Plakat zur Emanzipations-Proklamation

Mit dem Beginn des Bürgerkrieges im Jahr 1861 meldete er sich zum Dienst in der Armee der Union und stieg während des Krieges bis zum Brevet-Rang eines Colonel auf. Auf der einen Seite unterstützte er zwar weiterhin vorbehaltlos die Sklaverei, setzte sich aber durch seinen Dienst für den Norden vor allem für den Erhalt der Union ein. Im Konflikt zwischen diesen beiden Positionen waren wahrscheinlich vor allem zwei Gründe entscheidend für seine Unterstützung der Nordstaaten. Zum einen sah er den Erhalt der Union in der bestehenden Form als essentiell für die Zukunft seines Heimatstaates Kentucky und die der anderen Bundesstaaten an. Zum anderen ging er zumindest zu Beginn des Krieges noch vom Fortbestehen der Sklaverei auch über den Krieg hinaus aus. Er hatte zunächst seinen Rückzug angekündigt für den Fall, dass Präsident Abraham Lincoln die Erklärung zur Abschaffung der Sklaverei unterzeichnen würde. Nach Bekanntgabe der Proklamation im September 1863 blieb er jedoch zunächst im Dienst, obwohl er die Erklärung als „verfassungswidrig und null und nichtig“ bezeichnete. Er verließ die Armee erst mehrere Monate später, um sich nach dem Tod seines Vaters um seine Familie zu kümmern. Dabei übernahm er für kurze Zeit die Kanzlei seines Vaters in Frankfort.
In der Folgezeit widmete er sich wieder seiner Karriere und war von 1863 bis 1867 Justizminister des Staates Kentucky. 1866 veranlasste er in dieser Funktion eine Anklage wegen Verletzung des Kentucky Slave Code gegen John M. Palmer, der als General der Nordstaaten-Truppen männliche Sklaven rekrutiert hatte, um diesen mit ihren Familien die Freiheit zu ermöglichen. Nach dem Ende seiner Amtszeit zog er erneut nach Louisville, um dort als Anwalt zu praktizieren. Ab 1870 war hier unter anderem sein Freund Benjamin H. Bristow, der wahrscheinlich großen Einfluss auf Harlans spätere Ablehnung der Sklaverei hatte, für kurze Zeit sein Kanzleipartner. Nach dem Inkrafttreten des 13. Verfassungszusatzes, mit dem 1865 die Sklaverei offiziell abgeschafft wurde, entließ er im Dezember 1865 die Sklaven in seinem eigenen Haushalt in die Freiheit. Gleichwohl lehnte er den 13. Verfassungszusatz und die Abschaffung der Sklaverei weiterhin ab.
Nachdem Einfluss und Bedeutung der Whigs ab etwa 1860 deutlich gesunken waren und Harlan 1867 die Wiederwahl zum Justizminister Kentuckys verloren hatte, stand er für seine weitere politische Laufbahn vor der Entscheidung zwischen den Demokraten und den Republikanern. Da die Demokraten zur damaligen Zeit, entgegen Harlans eigenen Ansichten, eine Stärkung der Kompetenzen der Einzelstaaten forderten, trat er 1868 der Republikanischen Partei bei und blieb bis zu seinem Tod deren Mitglied. Entsprechend der Haltung seiner Partei wurde er in den folgenden Jahren ein erbitterter Gegner der Sklaverei und nannte sie 1871 die „höchste Form der Willkürherrschaft, die jemals auf dieser Erde existierte“, den Ku-Klux-Klan bezeichnete er als „Feinde aller Ordnung“. Er kommentierte dabei den grundlegenden Wandel in seinen Ansichten mit den Worten

“Let it be said that I am right rather than consistent.”

„Ich bin lieber auf der richtigen Seite als konsequent.“

In den Jahren 1871 und 1875 kandidierte er für seine Partei als Gouverneur seines Heimatstaates, verlor jedoch in beiden Fällen die Wahl.

### Berufung zum Richter am Obersten Gerichtshof

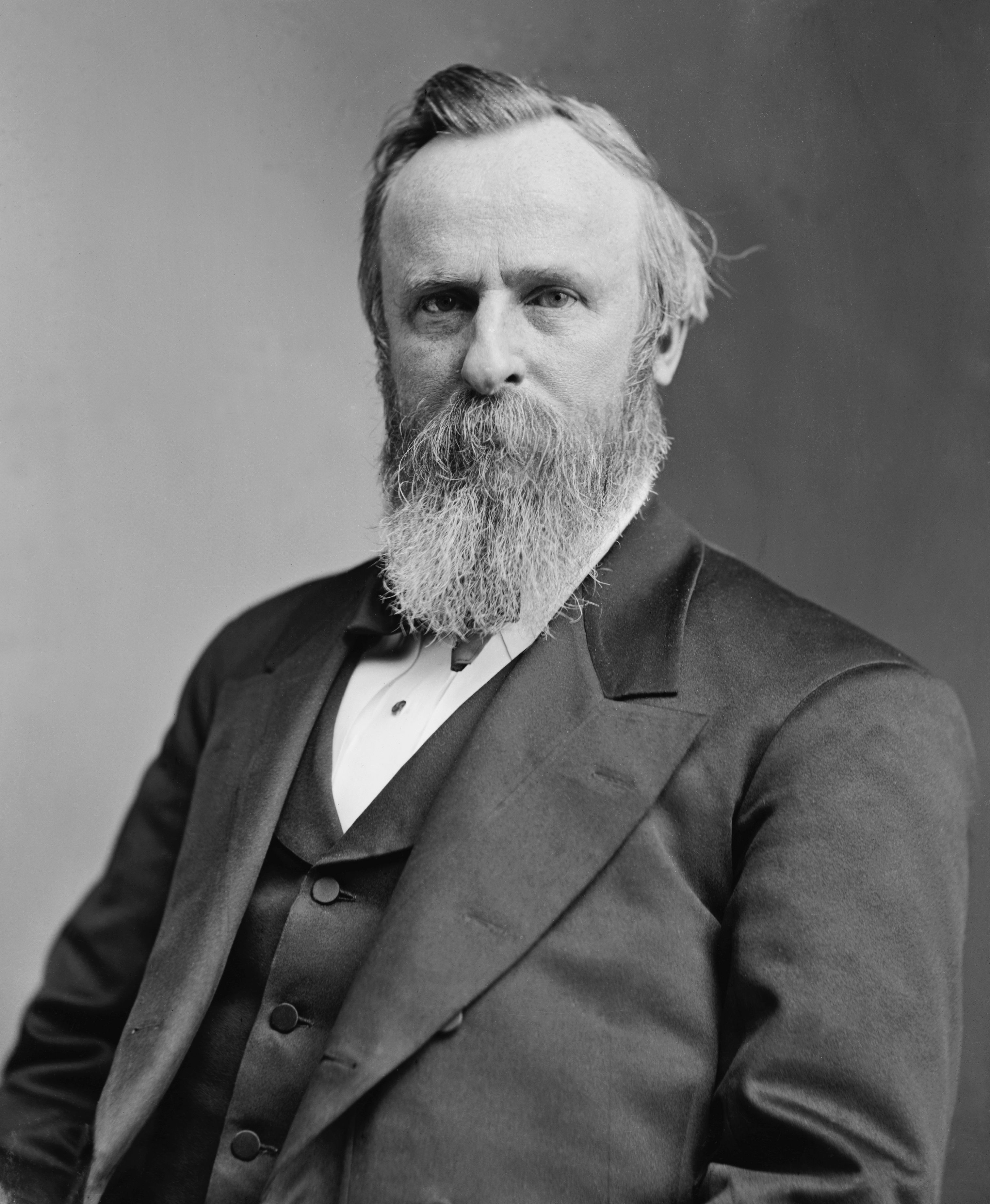
Rutherford B. Hayes, Präsident der Vereinigten Staaten von 1877 bis 1881

Am 29. November 1877 wurde er vom Senat als Nachfolger von David Davis als Richter am Obersten Gerichtshof bestätigt und am 10. Dezember des gleichen Jahres vereidigt. Davis war zuvor auf Grund seiner Wahl in den Senat von seinem Richteramt zurückgetreten. Bei den Vorwahlen in der Republikanischen Partei zu den Präsidentschaftswahlen ein Jahr zuvor hatte Harlan zunächst die Nominierung seines Freundes Benjamin Bristow, eines Vertreters des Reformflügels der Partei, unterstützt. Als sich Bristow in den ersten vier Wahlgängen nicht durchsetzen konnte, überzeugte Harlan nahezu alle Unterstützer Bristows unter den Delegierten, für Rutherford B. Hayes zu stimmen. Dieser gewann daraufhin die Vorwahlen im siebten Wahlgang mit einem Ergebnis von 384 zu 351 Stimmen gegen seinen Konkurrenten James G. Blaine vom moderaten Flügel. Neben den Stimmen der Unterstützer Bristows waren dabei auch die Anhänger von Oliver Morton, Senator aus dem wichtigen Staat Indiana und radikaler Anhänger der als Reconstruction bezeichneten Wiedereingliederung der Südstaaten in die Union, wahlentscheidend. Ihnen wurde im Gegenzug für die Wahl von Hayes ein hohes juristisches Amt für Harlan in Aussicht gestellt.
Als der kurze Zeit später zum Präsidenten gewählte Hayes im Frühjahr 1877 einen Richterposten am Obersten Gerichtshof zu besetzen hatte, erwies sich Bristow bereits in der eigenen Partei als zu kontrovers für eine Nominierung. Hayes erinnerte sich daraufhin an die Verdienste Harlans bei seiner eigenen Wahl sowie an die Absprache mit den Unterstützern Mortons ein Jahr zuvor. Darüber hinaus stammte Harlan aus dem Süden der Vereinigten Staaten und galt damit als geeigneter Kandidat, um die Südstaaten-Flügel sowohl der Republikaner als auch der Demokraten zufriedenzustellen. Hayes hatte außerdem auch Interesse daran, seine eigene Reputation als Reformer innerhalb der Republikanischen Partei zu erhalten. All dies bewog ihn, am 16. Oktober 1877 Harlan als Kandidaten für das Amt vorzuschlagen. Anfängliche Zweifel im Senat konzentrierten sich auf mehrere Aspekte. Zum einen gab es Widerstand von einigen Senatoren, die am Gerichtshof eine Überrepräsentation des bereits mit zwei Richtern vertretenen Gerichtsbezirkes befürchteten, zu dem Kentucky gehörte. Eine Reihe von republikanischen Senatoren sah darüber hinaus unabhängig von der Person Harlans eine Gelegenheit, Präsident Hayes eine Niederlage zuzufügen. Hinzu kamen Zweifel hinsichtlich der Motivation und Aufrichtigkeit seines Sinneswandels bezüglich der Sklaverei sowie seines frühen Rückzugs aus der Nordstaatenarmee während des Bürgerkrieges. Harlan ging auf diese Kritikpunkte im Rahmen von mehreren Briefen an den Senat ein und wurde schließlich in einer gemeinsamen Abstimmung über insgesamt 17 Kandidaten, die für verschiedene Ämter nominiert waren, bestätigt.

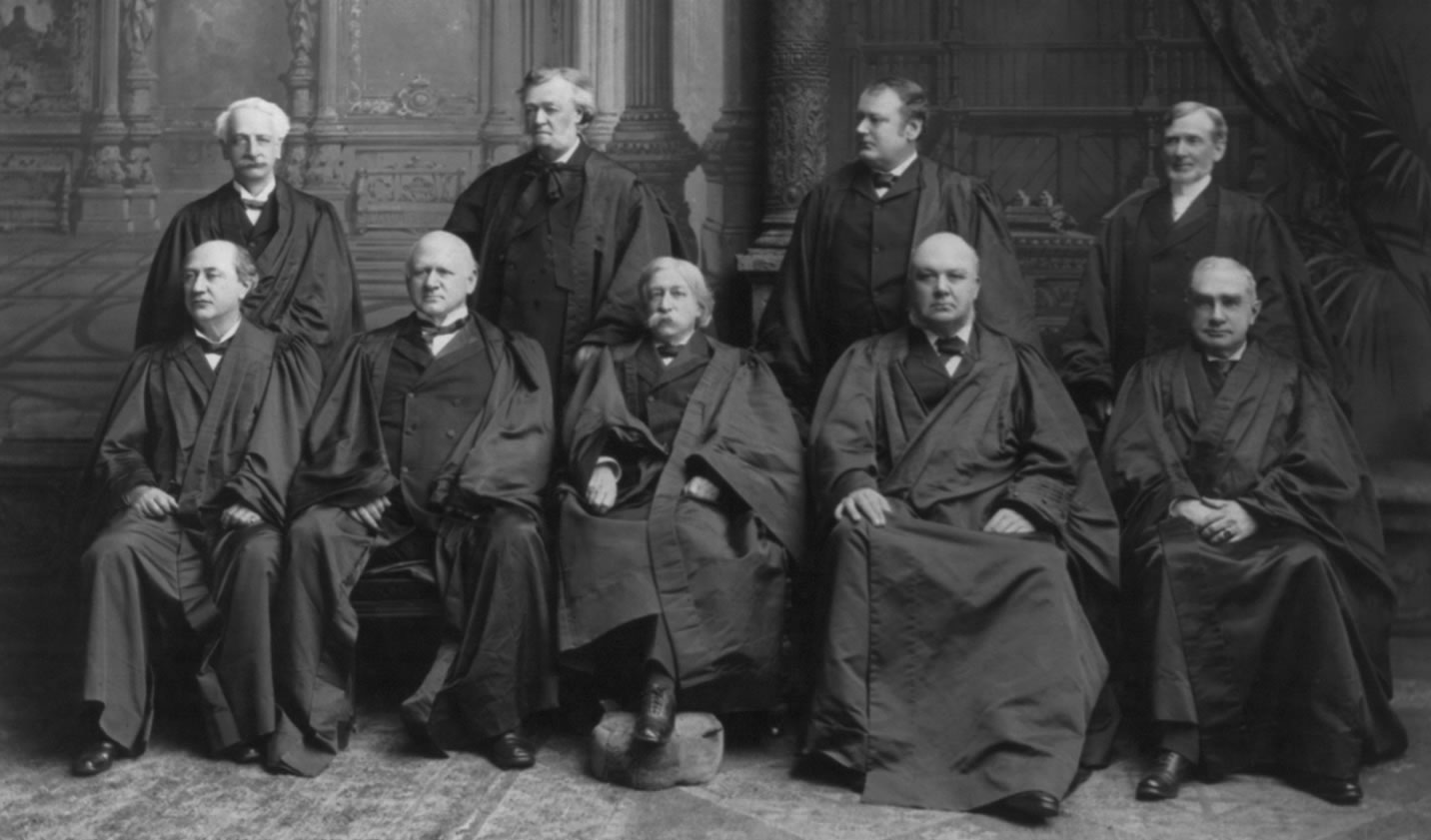
Der Oberste Gerichtshof unter der Leitung von Melville Fuller, 1889; mit Harlan in der vorderen Reihe, 2. von links

Im Laufe seiner Amtszeit erlebte er drei verschiedene Vorsitzende Richter am Obersten Gerichtshof. Von 1874 bis 1888 stand Morrison Remick Waite dem Gericht vor. Entgegen den Auffassungen Harlans war Waite im Allgemeinen für eine Einschränkung der Befugnisse der Bundesregierung, insbesondere auch in Entscheidungen zu den Verfassungszusätzen aus der Zeit der Reconstruction. Von 1888 bis 1910 wirkte Melville Weston Fuller als Vorsitzender Richter. Unter seiner Führung setzten sich die Tendenzen zur faktischen Rücknahme der gesetzlichen Regelungen zur Gleichberechtigung und zur Gleichstellung fort, die mit dem Ende der Reconstruction begonnen hatte. Das letzte Jahr in der Amtszeit Harlans fällt in die Zeit des Gerichts unter der Führung von Edward Douglass White, Vorsitzender Richter von 1910 bis 1921. Wie Harlan war White ein ehemaliger Sklavenhalter, er hatte sich jedoch im Gegensatz zu Harlan während des Bürgerkrieges in der Armee der Südstaaten verpflichtet.
Zusätzlich zu seiner Tätigkeit als Richter am Obersten Gerichtshof unterrichtete Harlan Verfassungsrecht an einer Abendschule für Rechtswissenschaften, die später ein Teil der George Washington University wurde, an deren Juristischer Fakultät er ab 1889 auch als Professor tätig war.

### Harlans Entscheidungen in verschiedenen Bereichen

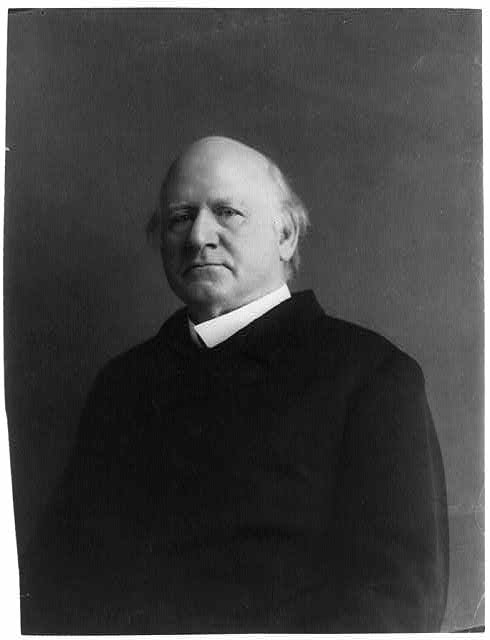
John Marshall Harlan während seiner Zeit als Richter am Obersten Gerichtshof, genaue Datierung unbekannt (zwischen 1890 und 1910)

Harlans Entscheidungen in den relevanten juristischen Themenfeldern seiner Zeit lassen sich keiner bestimmten politischen oder juristischen Philosophie zuordnen. Er betrachtete den Obersten Gerichtshof als Hüter der Verfassung und verehrte James Madison, US-Präsident von 1809 bis 1817, sowie den ehemaligen Vorsitzenden Richter John Marshall, dessen Entscheidungen für ihn maßgeblich waren. Dem Konzept der Stare decisis, der strengen Bindung des Gerichts an vorherige Urteile, maß er große Bedeutung bei. Hinsichtlich seiner verfassungsrechtlichen Ansichten galt er als Föderalist sowie als strict constructionist, also als Vertreter einer engen und wortgetreuen Auslegung der Verfassung, und machte sich vor allem durch von der Gerichtsmehrheit abweichende Meinungen einen Namen. Obwohl er im Allgemeinen gute Beziehungen zu seinen Richterkollegen pflegte, zeigte er wenig Interesse an Kompromissen bei der Urteilsfindung, sofern ein Fall seine moralischen oder politischen Überzeugungen berührte.
Bereits in einer seiner ersten Entscheidungen nach seiner Berufung an den Gerichtshof, Strauder v. West Virginia im Jahr 1880, ging es um die Gleichstellung der Schwarzen. Harlan stimmte hier mit der Gerichtsmehrheit, die auf der Basis des Gleichbehandlungsgrundsatzes ein Gesetz des Staates West Virginia für verfassungswidrig erklärte, das Schwarze von einer Berufung zu Geschworenen in Gerichtsprozessen ausschloss. In Bürgerrechtsfragen nahm der Oberste Gerichtshof in den Jahren nach dem Ende der Reconstruction jedoch mehr und mehr Abstand davon, die nach dem Bürgerkrieg beschlossenen Verfassungszusätze 13 (1865), 14 (1868) und 15 (1870) zugunsten des Schutzes der afroamerikanischen Minderheit auszulegen. Harlan wandte sich gegen diese Entscheidungen und schrieb mehrere wortgewandte Minderheitsmeinungen, in denen er sich für die Gleichberechtigung und Gleichstellung der verschiedenen Bevölkerungsgruppen aussprach.
Als der Oberste Gerichtshof schließlich 1883 in einer gemeinsamen Entscheidung zu fünf Fällen zu Fragen der Bürgerrechte den Civil Rights Act of 1875 außer Kraft setzte, war Harlan erneut der einzige Abweichler. Er argumentierte unter anderem, dass die Diskriminierung von Schwarzen ein Kennzeichen der Sklaverei sei und der Kongress diese Diskriminierung ebenso gesetzmäßig, auch für Privatpersonen, unterbinden dürfe. Er berief sich dabei auf Stellen im 13. und 14. Zusatzartikel zur Verfassung. Darüber hinaus warf er der Gerichtsmehrheit insbesondere vor, die Verfassungszusätze aus der Zeit der Reconstruction zu untergraben. Auch in seinen späteren Jahren stimmte er in entsprechenden Fällen in der Regel gegen die Mehrheit des Gerichts, so beispielsweise 1908 in der Entscheidung Berea College v. Commonwealth of Kentucky. In dem Urteil zu diesem Fall erklärte der Oberste Gerichtshof ein Gesetz des Staates Kentucky für verfassungsgemäß, das privaten Schulen und Hochschulen explizit verbot, weiße und schwarze Schüler beziehungsweise Studenten in gemischten Klassen zu unterrichten.
Obwohl seine Entscheidungen zu Bürgerrechtsfällen und Fragen der Gleichstellung im Allgemeinen konsistent waren, gibt es einige erwähnenswerte Ausnahmen. In der einstimmigen Entscheidung zum Fall Pace v. Alabama im Jahr 1883 stimmte er beispielsweise zusammen mit der Gerichtsmehrheit. Er lehnte damit das Argument ab, dass ein Gesetz in Alabama, durch das außerehelicher Geschlechtsverkehr zwischen Weißen und Schwarzen härter bestraft wurde als in nicht-gemischten Beziehungen, gegen den 14. Verfassungszusatz verstoßen würde. In Cumming v. Richmond County Board of Education im Jahr 1899 verfasste er die Mehrheitsmeinung. In dieser Entscheidung wurde eine in Richmond County, Alabama, erhobene Steuer für rechtmäßig erklärt, die ausschließlich zur Finanzierung von Schulen für weiße Kinder verwendet wurde. Obwohl das Gericht vordergründig wirtschaftliche Gründe für diese Entscheidung vorbrachte und eine eigene Zuständigkeit auf der Basis von verfassungsrechtlichen Prinzipien ablehnte, stellte dieser Fall eine De-facto-Legalisierung der Rassentrennung in öffentlichen Schulen dar.
In Fällen aus den Bereichen Steuergesetzgebung sowie Arbeits- und Wirtschaftsrecht, weiteren zentralen Fragestellungen dieser Periode in der Geschichte der Vereinigten Staaten, entschied er sowohl zugunsten der Steuerzahler beziehungsweise Arbeitnehmer als auch zum Vorteil von großen Firmen. Ein ihm manchmal nachgesagter Ruf als „Richter der einfachen Menschen“ entspricht deshalb nur zum Teil dem tatsächlichen Profil seiner Entscheidungen. Im Fall Pollock v. Farmers’ Loan & Trust Co. im Jahr 1895, dessen Streitpunkt die Bemessungsgrundlage der von der Bundesregierung erhobenen Einkommensteuer war, widersprach Harlan der Gerichtsmehrheit, deren Entscheidung von den meisten Amerikanern als einseitige Begünstigung großer Firmen angesehen wurde. Auch die Entscheidung United States v. E. C. Knight Co., die im gleichen Jahr zu einer Einschränkung der Handlungsmöglichkeiten der Bundesregierung gegenüber Wirtschaftsmonopolen führte, lehnte er als einziger Richter ab. Im Fall Lochner v. New York im Jahr 1905 widersprach er der Entscheidung der Gerichtsmehrheit, die ein Gesetz des Staates New York für unzulässig erklärte, durch das die Arbeitszeit von Arbeitern in Bäckereien aus gesundheitlichen Gründen beschränkt wurde. Andererseits verfasste er 1908 die Mehrheitsmeinung im Fall Adair v. United States, in der das Gericht ein Bundesgesetz als verfassungswidrig beurteilte, das Firmen die Entlassung von Mitarbeitern allein auf der Basis eines Beitritts zu einer Gewerkschaft verbot. Die Mehrheit der Richter sah in diesem Gesetz eine unzulässige Einschränkung der Freiheitsrechte von Arbeitnehmern und Arbeitgebern.
Harlan war im Rahmen der Entscheidung Hurtado v. California im Jahr 1884 der erste Richter, welcher der Meinung war, dass der 14. Verfassungszusatz die Bill of Rights mit einschließt. Entsprechend dieser Auffassung besteht eine Verpflichtung für die Bundesstaaten, die in der Bill of Rights formulierten Grundrechte allen unter ihrer Rechtsprechung stehenden Menschen zu gewähren. Diese Rechtsauffassung setzte sich erst in einer Reihe von Entscheidungen des Obersten Gerichtshofes in den 1940er und 1950er Jahren durch. In der heutigen Rechtsprechung unterstehen nahezu alle in der Bill of Rights und den Verfassungszusätzen aus der Zeit des Bürgerkrieges formulierten Bürgerrechte dem 14. Verfassungszusatz, wenn auch aus rechtstheoretischer Sicht nicht auf der Basis der Argumentation von Harlan.

### Plessy v. Ferguson

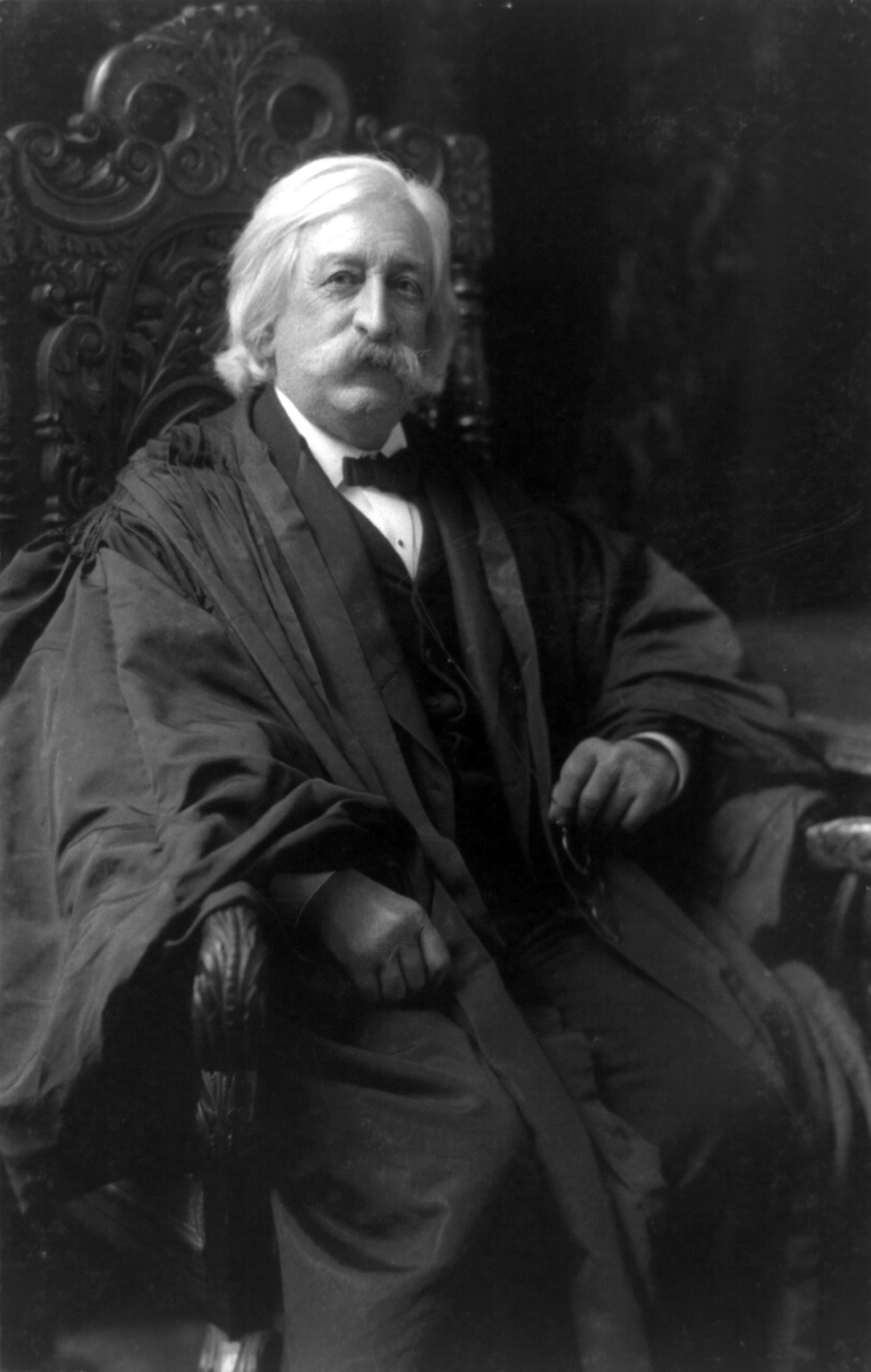
Melville Fuller, Vorsitzender Richter zum Zeitpunkt der Entscheidung im Fall Plessy v. Ferguson

Im Mai 1896 fällte der Oberste Gerichtshof mit seinem Urteil im Fall Plessy v. Ferguson eine der kontroversesten Entscheidungen seiner Geschichte. Gegenstand des Falls war die Verfassungsmäßigkeit eines Gesetzes des Staates Louisiana, das in Eisenbahnzügen eine Trennung zwischen Schwarzen und Weißen in verschiedenen Abteilen vorschrieb. Mit der Entscheidung des Gerichts wurde nicht nur dieses spezielle Gesetz, sondern auch die Rassentrennung in den Südstaaten im Allgemeinen für verfassungsgemäß erklärt und damit die Doktrin „Separate but equal“, also „getrennt aber gleich“, etabliert. Die Mehrheit des Gerichtshofes unter Führung des Richters Henry Billings Brown entschied dabei, dass die getrennte Bereitstellung von Einrichtungen für Schwarze und Weiße keine Ungleichbehandlung darstellen würde und dass jedes daraus abgeleitete Gefühl der Unterlegenheit der Schwarzen nicht der sozialen und gesellschaftlichen Realität entsprechen würde.
Harlan war in dieser 7-zu-1-Entscheidung erneut der einzige Abweichler. In seiner Minderheitsmeinung, die den Bürgerrechtsaktivisten der folgenden Generationen als Inspiration diente, erklärte er unter anderem:

„[…] Die weiße Rasse sieht sich selbst als die dominierende Rasse in diesem Land. Und sie ist es in Bezug auf Ansehen, Errungenschaften, Bildung, Wohlstand und Macht. Sie wird, daran habe ich keine Zweifel, es für alle Zeiten sein, wenn sie ihrem großartigen Erbe treu bleibt, und an den Prinzipien der verfassungsmäßigen Freiheiten festhält. Aber in der Sichtweise dieser Verfassung und vor den Augen des Gesetzes gibt es in diesem Land keine überlegene, dominierende, herrschende Klasse von Bürgern. Es gibt hier keine Kasten. Unsere Verfassung ist blind gegenüber der Hautfarbe, weder kennt noch toleriert sie Klassen zwischen den Bürgern. In Bezug auf die Bürgerrechte sind alle Menschen gleich vor dem Gesetz. Der Schwächste ist dem Stärksten ebenbürtig. Das Gesetz sieht den Menschen als Menschen, und berücksichtigt nicht sein Umfeld oder seine Hautfarbe, wenn es um seine durch das höchste Gesetz dieses Landes garantierten Rechte geht. Es ist deshalb bedauerlich, dass dieses Hohe Gericht, die höchste Instanz zum Grundgesetz dieses Landes, zu der Auffassung gelangt ist, dass ein Bundesstaat allein auf der Grundlage der Rasse die Inanspruchnahme der Bürgerrechte durch seine Bürger regulieren darf.
[…]
60 Millionen Weiße sind durch die Anwesenheit von acht Millionen Schwarzen in keiner Art und Weise in Gefahr. Die Schicksale der beiden Rassen in diesem Land sind unauflösbar miteinander verbunden, und die Interessen von beiden erfordern eine gemeinsame Regierung für alle, die nicht zulässt, dass mit Billigung durch das Gesetz die Saat des Rassenhasses angepflanzt wird.
[…]
Es gibt eine Rasse, die so verschieden von unserer eigenen ist, dass wir ihren Angehörigen nicht gestatten, Bürger der Vereinigten Staaten zu werden. Menschen, die zu dieser Rasse gehören, sind mit wenigen Ausnahmen völlig ausgeschlossen aus dieser Gesellschaft. Ich meine damit die Chinesische Rasse. Aber nach dem in Frage stehenden Gesetz kann ein Chinese im selben Abteil wie ein weißer Bürger der Vereinigten Staaten fahren, während Bürger der schwarzen Rasse in Louisiana, von denen viele sicherlich ihr Leben für den Erhalt der Union riskiert haben, und die durch das Gesetz berechtigt sind, am politischen Leben des Staates und der Nation teilzunehmen, und die weder durch das Gesetz noch aufgrund ihrer Rasse ausgeschlossen sind von öffentlichen Orten irgendwelcher Art, und die juristisch alle Rechte haben, die weiße Bürger besitzen, zu Kriminellen erklärt werden, die eingesperrt werden können, wenn sie in einem öffentlichen Eisenbahnwagen fahren, der durch Bürger der weißen Rasse besetzt ist. […]“

Harlan argumentierte in seinen weiteren Ausführungen, dass dieses Gesetz ein „Kennzeichen der Knechtschaft“ (badge of servitude) sei und Schwarze herabwürdigen würde. Er sagte voraus, dass das Urteil des Gerichts in der Zukunft als eine ähnliche Schande angesehen werden würde wie die Entscheidung Dred Scott v. Sandford:

“In my opinion, the judgment this day rendered will, in time, prove to be quite as pernicious as the decision made by this tribunal in the Dred Scott Case.”

Durch dieses Urteil war 1857 die Sklaverei manifestiert und die Rechtsauffassung zum Vorteil der Sklavenhalter verschoben worden. Die „Separate but equal“-Doktrin wurde schließlich 1954, und damit 58 Jahre nach Plessy v. Ferguson, mit dem Urteil im Fall Brown v. Board of Education aufgehoben. Auch die 1899 von Harlan mit unterstützte Entscheidung Cumming v. Richmond County Board of Education wurde damit außer Kraft gesetzt.

### Harlans Plessy-Votum im Kontext weiterer Entscheidungen

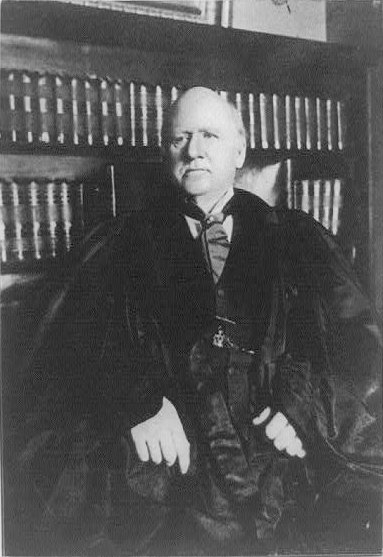
John Marshall Harlan im November 1907

Harlans Meinung in Plessy v. Ferguson machte zwar auf der einen Seite deutlich, dass er strikt die Auffassung vertrat, dass das Gesetz keine Rassentrennung erlauben würde und dass alle Menschen im Grundsatz gleich wären. Gleichwohl maß er andererseits der kulturellen Identität der weißen und schwarzen „Rassen“ sowie ihrer Aufrechterhaltung große Bedeutung bei, was auch in einigen seiner Aussagen in Plessy v. Ferguson zum Ausdruck kam:

„[…] Jeder echte Mann empfindet Stolz auf seine Rasse, und unter den entsprechenden Bedingungen, wenn die Rechte anderer, die seiner Gleichen vor dem Gesetz, nicht betroffen sind, ist es sein Privileg, diesem Stolz Ausdruck zu verleihen und auf dieser Grundlage zu handeln, wie es ihm angemessen erscheint. […]“

Die Gleichstellung und Gleichberechtigung zwischen Weißen und Schwarzen war somit für ihn mehr eine juristische Frage, deren Antwort er in der Verfassung suchte, als eine persönliche Überzeugung. Eine „Vermischung“ zwischen Weißen und Schwarzen in Lebensgemeinschaften und sozialen Aktivitäten lehnte er zwar nicht ab, stand ihr jedoch auch nicht so aufgeschlossen gegenüber, wie es die meisten seiner Minderheitsmeinungen möglicherweise vermuten lassen. In diesem Sinne sind neben seinen Ausführungen zur Überlegenheit der weißen „Rasse“ in Plessy v. Ferguson beispielsweise auch seine Entscheidungen in Pace v. Alabama und Cumming v. Richmond County Board of Education zu verstehen.
Gleiches gilt für seine Aussagen in Plessy v. Ferguson zur Stellung der Chinesen in der amerikanischen Gesellschaft, die zusammen mit seiner Entscheidung im Fall United States v. Wong Kim Ark und einigen anderen Fällen zur rechtlichen Situation chinesischer Einwanderer in den Vereinigten Staaten wahrscheinlich ebenfalls aus dem Glauben an eine soziale und gesellschaftliche Überlegenheit der weißen „Rasse“ resultierten. In United States v. Wong Kim Ark hatte er 1898 zusammen mit Melville Fuller gegen die Gerichtsmehrheit gestimmt. Diese hatte in einer 6-zu-2-Entscheidung im Fall des in San Francisco als Sohn chinesischer Einwanderer geborenen Wong Kim Ark entschieden, dass Nachkommen von Ausländern, die sich zum Zeitpunkt der Geburt des Kindes rechtmäßig in den Vereinigten Staaten aufgehalten hatten, Anspruch auf die amerikanische Staatsbürgerschaft hätten. Harlan unterstützte dabei die Meinung von Fuller, in der dieser die der Entscheidung zugrundeliegende Auslegung des 14. Verfassungszusatzes ablehnte. Fuller argumentierte, dass das amerikanische Staatsbürgerschaftsrecht nicht mehr dem aus der Tradition des englischen Rechts resultierenden Territorialprinzip folgte, sondern dass sich in der Rechtsprechung der Vereinigten Staaten vielmehr das Abstammungsprinzip durchgesetzt hätte. Teil der Begründung waren starke kulturelle Unterschiede, die nach Ansicht von Fuller und Harlan eine vollständige Assimilation chinesischstämmiger Einwanderer in die amerikanische Gesellschaft verhindern würden.

### Tod und Nachfolger
Harlan besaß bis ins hohe Alter eine robuste gesundheitliche Konstitution und war in seiner Freizeit langjährig sportlich aktiv. Es ist überliefert, dass er noch im Alter von 75 Jahren an einem Baseballspiel zwischen Richtern und Anwälten teilnahm. Darüber hinaus gilt er als erster Richter in der Geschichte des Gerichts, der leidenschaftlich Golf spielte, wann und wo immer sich die Gelegenheit dazu ergab. Während der Sitzungsphasen des Gerichtshofs war er nahezu täglich im Chevy Chase Club in Bethesda, Maryland aktiv, darüber hinaus pflegte er unter anderem seine Freundschaft mit dem späteren amerikanischen Präsidenten William Howard Taft während zahlreicher Golfrunden. Anekdoten über sein Golfspiel, wie beispielsweise eine 75er Runde an seinem 75. Geburtstag, gehörten zu seinem Bild in der öffentlichen Wahrnehmung und waren bis an sein Lebensende regelmäßig Teil der landesweiten Berichterstattung über sein Wirken.
Nach 34 Jahren als Richter am Obersten Gerichtshof starb er, unerwartet und wahrscheinlich an einer Lungenentzündung, am 14. Oktober 1911. Er erreichte damit die fünftlängste Amtszeit in der Geschichte des Gerichts und war bis fünf Tage vor seinem Tod noch am Gericht aktiv. Die vorwiegend von Schwarzen besuchte Metropolitan African Methodist Episcopalian Church in Washington D.C., in der er als einer von wenigen Weißen 1895 an der Beisetzung des schwarzen Schriftstellers Frederick Douglass teilgenommen hatte, veranstaltete ihm zu Ehren einen Gedenkgottesdienst. Dieser begann musikalisch mit dem Trauermarsch „Marcia funebre sulla morte d’un Eroe“ (auf den Tod eines Helden), dem dritten Satz der Klaviersonate Nr. 12 von Ludwig van Beethoven. Sein Grab befindet sich auf dem Rock Creek Cemetery in Washington. Als Harlans Nachfolger wurde am 18. März 1912 Mahlon Pitney ins Amt eingeführt.
Im Jahr 2002 erschienen unter dem Titel „Some Memories of a long Life, 1854–1911“ die Memoiren seiner Ehefrau, mit der er mehr als 50 Jahre lang verheiratet war. Das Manuskript, das sie vier Jahre nach seinem Tod verfasst hatte, wurde jahrzehntelang unveröffentlicht in der Library of Congress verwahrt und durch Recherchen von Ruth Bader Ginsburg, von 1993 bis 2020 Richterin am Obersten Gerichtshof, entdeckt. Harlan selbst hatte auf Wunsch seiner Kinder kurz vor seinem Tod eine Reihe biographischer Essays verfasst, die insbesondere Erinnerungen an seine Erfahrungen während des Bürgerkrieges und an sein politisches Wirken umfassten.

## Rezeption und Nachwirkung

### Mögliche Gründe für seinen Sinneswandel

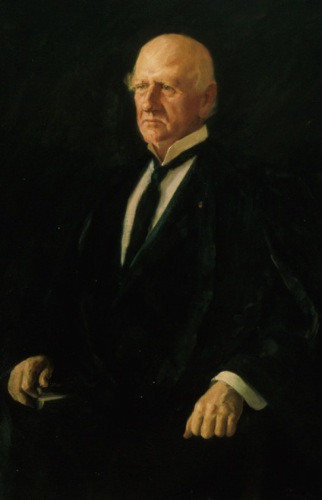
Porträt von John Marshall Harlan in der Sammlung des Obersten Gerichtshofs (Künstler: Pierre Troubetzkoy)

Zu den Ursachen für die grundlegende Änderung von Harlans Meinung hinsichtlich der Sklaverei gibt es mehrere Vermutungen. Zum einen ist es möglich, dass er den Wechsel zu den Republikanern und deren Ansichten als zweckmäßig für seine weitere politische Karriere ansah. Auf der anderen Seite erscheint es aber auch wahrscheinlich, dass seine vorherige öffentlich vertretene Unterstützung der Sklaverei ebenfalls mehr einem politischen Kalkül auf Grund der Stimmung in seinem Heimatstaat Kentucky als seiner tatsächlichen Haltung entsprach. Es gibt mehrere Indizien, die dafür sprechen, dass seine private Meinung deutlich liberaler war. Bereits sein Vater, selbst Sklavenhalter, hatte hinsichtlich der Behandlung von Sklaven eine paternalistische Haltung vertreten und den Sklavenhandel sowie einen brutalen Umgang mit Sklaven verabscheut.
Auch Harlans Lehrer am Centre College und an der Transylvania University beeinflussten wahrscheinlich seine Meinung zugunsten einer liberaleren Haltung, ebenso seine Frau, die auf Grund ihrer Erziehung in einem liberalen Elternhaus die Sklaverei ablehnte. Ein weiterer, wenn auch spekulativer Aspekt war sein möglicher Halbbruder Robert James Harlan, der als Sklave nahezu wie ein vollwertiges Mitglied der Familie behandelt worden war. DNA-Tests, die 2001 mit Nachkommen von Robert James Harlan und John Marshall Harlan durchgeführt wurden, ergaben zwar nur eine geringe Wahrscheinlichkeit für einen gemeinsamen Vater. Andere überlieferte Indizien wie die sehr helle Hautfarbe von Robert James Harlan sowie die privilegierte Behandlung auf dem Anwesen der Familie John Marshall Harlans, einschließlich einer entsprechenden Erziehung und Ausbildung, sprechen allerdings für eine mögliche Verwandtschaft.
Harlan war entsetzt von der Gewalt, die vom Ku-Klux-Klan nach dem Bürgerkrieg ausging. Darüber hinaus verband ihn eine enge und langjährige Freundschaft mit Benjamin Bristow. Dieser war bereits vor Harlans Sinneswandel ein aktives Mitglied der Republikanischen Partei gewesen und hatte sich unter anderem für das Inkrafttreten des 13. Verfassungszusatzes eingesetzt. Als Staatsanwalt von Mai 1866 bis zum Ende des Jahres 1869 verfolgte Bristow mit leidenschaftlichem Einsatz rassistisch motivierte Täter. Er hatte damit wahrscheinlich ebenfalls Einfluss auf die Änderung von Harlans Einstellung. Es wird auch vermutet, dass die Haltung Harlans zu den Bürgerrechten durch die sozialen Prinzipien der Presbyterianer, bei denen er das Amt eines Ältesten innehatte, mit beeinflusst wurde. Während seiner Tätigkeit als Richter unterrichtete er unter anderem eine Sonntagsschulklasse an einer Presbyterianer-Kirche in Washington.

### Lebenswerk und Bewertung
Harlan ging durch sein häufiges Minderheitsvotum, mit dem er seine für die damalige Zeit liberalen Auffassungen gegen eine konservative Mehrheit am Gericht zum Ausdruck brachte, als einer der bekanntesten Abweichler in die Geschichte des Obersten Gerichtshofs ein. In den 1.161 Stellungnahmen, die er im Verlauf seiner Karriere in den Entscheidungen des Gerichts abgab, wich er in 316 und damit rund jeder vierten von der Mehrheitsmeinung ab. Die Zahl seiner Mindermeinungen wurde zum damaligen Zeitpunkt nur durch Peter Vivian Daniel übertroffen, der dem Gericht von 1841 bis 1860 angehört hatte. In 745 Urteilen verfasste Harlan selbst die Meinung der Gerichtsmehrheit und in 100 weiteren einen der Mehrheit zustimmenden Kommentar. Er war damit an mehr als der Hälfte aller Entscheidungen in der Zeit von der Gründung des Gerichtshofs bis zu seinem Tod beteiligt und gilt als einer der aktivsten, wortgewandtesten, fachlich fähigsten und unabhängigsten Richter in der Geschichte des Gerichts.
Das Centre College als seine Alma Mater sowie das Bowdoin College, die Princeton University und die University of Pennsylvania verliehen ihm die Ehrendoktorwürde. Auch sein Enkel John Marshall Harlan II, der von 1955 bis 1971 ebenfalls als Verfassungsrichter wirkte, wurde als great dissenter bekannt. Im Gegensatz zu Harlan war jedoch sein Enkel ein konservativer Abweichler am liberal geprägten Gerichtshof unter dem Vorsitzenden Richter Earl Warren. Hinsichtlich der Einbeziehung der Bill of Rights in die Bestimmungen des 14. Verfassungszusatzes entsprach beispielsweise die Auffassung seines Enkels dem Gegenteil von Harlans Meinung. Durch sein Votum zu den Entscheidungen McLaughlin v. Florida (1964) und Loving v. Virginia (1967) war sein Enkel darüber hinaus an der Aufhebung des von Harlan unterstützten Urteils im Fall Pace v. Alabama beteiligt.
Nachdem er schon zu seinen Lebzeiten von vielen seiner Mitmenschen als eigenwillig und schwer vorhersagbar angesehen wurde, galt Harlan nach seinem Tod bis zum Ende der 1940er Jahre auf Grund seiner Entscheidungen als „exzentrische Ausnahmeerscheinung“ in der Geschichte des Gerichts. Obwohl ihm nachgesagt wurde, dass er „mit der Bibel in der einen und der Verfassung in der anderen Hand, seine Golfschläger unter seinem Kissen, zu Bett gehen würde“ und dass er der Ehrfurcht vor der Verfassung religiöse Bedeutung beimaß, wurde er im Allgemeinen mehr als ein ideologisch motivierter Aktivist und weniger als Jurist wahrgenommen und nach seinem Tod rund vier Jahrzehnte lang in der Geschichtsschreibung nahezu völlig ignoriert. Beginnend mit einem 1949 erschienenen Artikel änderte sich jedoch seine Wahrnehmung und Bewertung unter amerikanischen Juristen und Historikern dahingehend, dass er heute als einer der herausragendsten, umstrittensten und visionärsten Verfassungsrichter in der Geschichte der Vereinigten Staaten angesehen wird.
In einer Umfrage mit dem Titel „Rating Supreme Court Justices“, die von den Juraprofessoren Albert P. Blaustein von der Rutgers University und Roy M. Mersky von der University of Texas im Jahr 1970 durchgeführt wurde, zählte John Marshall Harlan zu den zwölf Supreme-Court-Richtern, die von den beteiligten 65 Hochschullehrern für Rechts- beziehungsweise Politikwissenschaften sowie Geschichte mit der höchsten von fünf möglichen Kategorien („great“) bewertet wurden. Eine Reihe der Positionen, die er in seinen Mindermeinungen zum Ausdruck brachte, wurden durch spätere Gerichtsentscheidungen oder infolge von Gesetzgebung Teil der Rechtspraxis in den Vereinigten Staaten. Sein Minderheitsvotum in Plessy v. Ferguson gilt als die wichtigste Entscheidung seiner Karriere und als eine von wenigen Minderheitsmeinungen in der Geschichte des Gerichtshofes mit einer weitreichenden historischen Bedeutung.
Von Thurgood Marshall, einem prominenten Anwalt der Bürgerrechtsbewegung und später von 1967 bis 1991 der erste Richter afroamerikanischer Abstammung am Obersten Gerichtshof, ist überliefert, dass er sich während der Verhandlung zum Fall Brown v. Board of Education durch das laute Vorlesen einiger Passagen aus Harlans Votum zu Plessy v. Ferguson motivierte. Harlans Aussage “Our constitution is color-blind” – „Unsere Verfassung ist blind gegenüber der Hautfarbe“ – wurde Thurgood Marshall zum Leitmotiv seines Einsatzes für die Bürgerrechte.